# Zhao Shuzhen
Zhao Shu-zhen (Chinês: 趙淑珍; nascida em c. 1944) é uma atriz chinesa de cinema, teatro e televisão. Ela é mais conhecida internacionalmente por interpretar a avó (Nai Nai 奶奶 Nǎinai, que significa avó paterna em mandarim) no filme de Lulu Wang, The Farewell (2019), que lhe rendeu muitos elogios, incluindo o Independent Spirit de melhor atriz coadjuvante.

## Carreira
Zhao apareceu em mais de 100 peças no Harbin Grand Theatre.
O papel de Zhao como Nai Nai em The Farewell recebeu elogios da crítica e vários prêmios. Pelo papel, ela ganhou o prêmio de Melhor Atriz Coadjuvante no San Diego Film Critics Society Awards 2019, no Houston Film Critics Society Awards 2019 e no Chicago Indie Critics Awards 2019 e no Independent Spirit Award 2020 de Melhor Atriz Coadjuvante.

## Filmografia

### Cinema
| Ano  | Título       | Personagem     | Notas |
| ---- | ------------ | -------------- | ----- |
| 2019 | The Farewell | Nai Nai (奶奶) |       |

### Televisão
| Ano       | Título                | Personagem       | Notas |
| --------- | --------------------- | ---------------- | ----- |
| 2018–2019 | The Story of Ming Lan | Wang Lao Tai Tai |       |

## Prêmios e Indicações
| Ano  | Associações                                        | Categoria                                         | Nomeações             | Resultado   |
| ---- | -------------------------------------------------- | ------------------------------------------------- | --------------------- | ----------- |
| 2018 | The Actors of China                                | Melhor Performance de uma Atriz-Red Team          | The Story of Ming Lan | Indicada    |
| 2019 | Detroit Film Critics Society Awards                | Melhor atriz coadjuvante                          | The Farewell          | Venceu      |
| 2019 | Associação de Críticos de Cinema de Los Angeles    | Melhor atriz coadjuvante                          | The Farewell          | Vice-campeã |
| 2019 | 24th Satellite Awards                              | Melhor atriz coadjuvante                          | The Farewell          | Indicada    |
| 2020 | 25th Critics' Choice Awards                        | Melhor atriz coadjuvante                          | The Farewell          | Indicada    |
| 2020 | 35th Independent Spirit Awards                     | Melhor atriz coadjuvante                          | The Farewell          | Venceu      |
| 2020 | Hollywood Critics Association Awards               | Melhor atriz coadjuvante                          | The Farewell          | Indicada    |
| 2020 | Chicago Film Critics Association                   | Melhor atriz coadjuvante                          | The Farewell          | Indicada    |
| 2020 | Chicago Independent Film Critics Circle Awards     | Melhor atriz coadjuvante                          | The Farewell          | Venceu      |
| 2020 | Houston Film Critics Society Awards                | Melhor atriz coadjuvante                          | The Farewell          | Venceu      |
| 2020 | Central Ohio Film Critics Association              | Melhor atriz coadjuvante                          | The Farewell          | Indicada    |
| 2020 | Georgia Film Critics Association Awards            | Melhor atriz coadjuvante                          | The Farewell          | Indicada    |
| 2020 | Florida Film Critics Circle                        | Melhor atriz coadjuvante                          | The Farewell          | Indicada    |
| 2020 | AARP Movies For Grownups                           | Melhor atriz coadjuvante                          | The Farewell          | Indicada    |
| 2020 | Gold Derby Awards                                  | Melhor atriz coadjuvante                          | The Farewell          | Venceu      |
| 2020 | Gold Derby Awards                                  | Artista inovador                                  | The Farewell          | Indicada    |
| 2020 | Online Film Critics Society Awards                 | Melhor atriz coadjuvante                          | The Farewell          | Indicada    |
| 2020 | San Diego Film Critics Society Awards              | Melhor atriz coadjuvante                          | The Farewell          | Venceu      |
| 2020 | Seattle Film Critics Awards                        | Melhor atriz coadjuvante                          | The Farewell          | Indicada    |
| 2020 | Washington DC Area Film Critics Association Awards | Melhor atriz coadjuvante                          | The Farewell          | Venceu      |
| 2020 | San Francisco Film Critics Circle                  | Melhor atriz coadjuvante                          | The Farewell          | Indicada    |
| 2020 | Alliance of Women Film Journalists                 | Atriz desafiando a idade e o preconceito de idade | The Farewell          | Venceu      |
| 2020 | Alliance of Women Film Journalists                 | Melhor atriz coadjuvante                          | The Farewell          | Venceu      |